# Palmodes praestans
Palmodes praestans là một loài côn trùng cánh màng trong họ Sphecidae, thuộc chi Palmodes. Loài này được Kohl miêu tả khoa học đầu tiên năm 1890.